# Guarujá
Guarujá là một thành phố và khu tự quản tại bang São Paulo, Brasil.
Dân số năm 2006 là 305.171 người, mật độ dân số là 1.969,47 người/ km ² và diện tích là 143 km ². Địa danh này xuất phát từ ngôn ngữ Tupi, có nghĩa là "con đường hẹp". Dân số đô thị hoá cao.

## Địa lý
Guarujá nằm ở trên đảo Santo Amaro, nằm ở bờ São Paulo. Nguồn kinh tế chính của thành phố là mùa du lịch và các hoạt động liên quan đến cảng.
Guarujá là một điểm đến cuối tuần phổ biến cho các gia đình từ São Paulo, lái xe cách hơn một tiếng đồng hồ (thông qua đường cao tốc Imigrantes). Giao thông mật độ cao trong buổi tối vào những ngày nghỉ.
Guarujá có một quận gọi là Vicente de Carvalho, để tưởng nhớ nhà thơ Parnasianist.
Một biệt danh cho thành phố là "Hòn ngọc của Đại Tây Dương".
Guarujá được biết đến với những bãi biển nổi tiếng của nó như Guaiúba, Tombo, Asturias, Pitangueiras, Enseada, Pernambuco và Iporanga.